# Олпе
Олпе (њем. Olpe) град је у њемачкој савезној држави Северна Рајна-Вестфалија. Једно је од 7 општинских средишта округа Олпе. Према процјени из 2010. у граду је живјело 25.613 становника. Посједује регионалну шифру (AGS) 5966024, NUTS (DEA59) и LOCODE (DE OLE) код.

## Географски и демографски подаци
Олпе се налази у савезној држави Северна Рајна-Вестфалија у округу Олпе. Град се налази на надморској висини од 307 метара. Површина општине износи 85,9 km². У самом граду је, према процјени из 2010. године, живјело 25.613 становника. Просјечна густина становништва износи 298 становника/km².

## Међународна сарадња
| Мјесто       | Држава    | Врста сарадње | Од    |
| ------------ | --------- | ------------- | ----- |
| Жиф сир Ивет | Француска | партнерство   | 2001. |
| Извор        |           |               |       |